# Alex Kirsch
Alex Kirsch (* 12. Juni 1992 in Luxemburg) ist ein luxemburgischer Radrennfahrer.

## Sportliche Laufbahn
Alex Kirsch wurde 2007 und 2008 jeweils Dritter der nationalen Meisterschaften im Cyclocross der Jugendklasse und konnte 2008 den Titel des luxemburgischen Meisters der Jugend im Straßenrennen erringen. Ein Jahr später belegte er bei den nationalen Juniorenmeisterschaften im Cyclocross, Straßenrennen und Einzelzeitfahren jeweils den dritten Platz. 2009 erreichte er sowohl im Straßenrennen als auch im Einzelzeitfahren den zweiten Platz. Zur Saison 2012 wurde Kirsch beim neugegründeten Leopard-Trek Continental Team Profi und gewann die luxemburgische Meisterschaft im Straßenrennen der Klasse U23. 2013 gewann er bei den Spielen der kleinen Staaten von Europa die Silbermedaille im Einzelzeitfahren.
Von 2015 bis 2018 fuhr Kirsch für verschiedene UCI Professional Continental Team. Insbesondere in seiner Heimat bei der Luxemburg-Rundfahrt kam er mehrfach unter die Top 3 der Tageswertung, 2016 beendete er die Rundfahrt als Dritter der Gesamtwertung. 
Zur Saison 2019 erhielt Kirsch einen Vertrag beim UCI WorldTeam Trek-Segafredo, bei dem er in der Saison 2014 schon einmal als Stagiaire eingesetzt war. Im Team nimmt er vorrangig Helferaufgaben wahr, insbesondere als Anfahrer im Sprintzug von Mads Pedersen. Beim Giro d’Italia 2023 durfte er nach dem Ausstieg von Mads Pedersen auf eigene Rechnung fahren und musste sich auf der letzten Etappe beim Massensprint in Rom nur Mark Cavendish geschlagen geben. Zuvor hatte er in den Schlagzeilen gestanden, nachdem im Zielbereich der fünften Etappe Remco Evenepoel nach einer Berührung mit ihm zu Fall gekommen war. Im Juni des Jahres wurde er erstmals luxemburgischer Meister in der Elite sowohl im Straßenrennen als auch im Einzelzeitfahren.
2024 war Kirsch von einem Massensturz bei Dwars door Vlaanderen betroffen, brach sich einen Mittelhandknochen und fiel zwei Monate aus. Der luxemburgische Verband nominierte ihn für das olympische Straßenrennen, das er auf dem 40. Rang beendete.

## Erfolge
2008
- Luxemburgischer Meister – Straßenrennen (Jugend)

2012
- Luxemburgischer Meister – Straßenrennen (U23)

2013
- Luxemburgischer Meister – Einzelzeitfahren (U23)
- Luxemburgischer Meister – Straßenrennen (U23)
- Mannschaftszeitfahren Czech Cycling Tour
- Bergwertung Flèche du Sud
- Spiele der kleinen Staaten von Europa – Einzelzeitfahren

2023
- Luxemburgischer Meister – Einzelzeitfahren, Straßenrennen

## Grand-Tour-Platzierungen
| Grand Tour            | 2019 | 2020 | 2021 | 2022 | 2023 | 2024 |
| --------------------- | ---- | ---- | ---- | ---- | ---- | ---- |
| Giro d’ItaliaGiro     | –    | –    | –    | –    | 97   | –    |
| Tour de FranceTour    | –    | –    | –    | DNF  | 115  | –    |
| Vuelta a EspañaVuelta | 125  | –    | 120  | 119  | –    | –    |